# Bistum Duque de Caxias
Das Bistum Duque de Caxias (lateinisch Dioecesis Caxiensis, portugiesisch Diocese de Duque de Caxias) ist eine in Brasilien gelegene römisch-katholische Diözese mit Sitz in Duque de Caxias im Bundesstaat Rio de Janeiro. 

## Geschichte
Das Bistum Duque de Caxias wurde am 11. Oktober 1980 durch Papst Johannes Paul II. aus Gebietsabtretungen der Bistümer Nova Iguaçu und Petrópolis errichtet und dem Erzbistum São Sebastião do Rio de Janeiro als Suffraganbistum unterstellt.

## Bischöfe von Duque de Caxias
- Mauro Morelli, 1981–2005
- José Francisco Rezende Dias, 2005–2011, dann Erzbischof von Niterói
- Tarcísio Nascentes dos Santos, seit 2012